# (30785) Greeley
(30785) Greeley est un astéroïde de la ceinture principale aréocroiseur.

## Description
(30785) Greeley est un astéroïde aréocroiseur. Il présente une orbite caractérisée par un demi-grand axe de 2,20 UA, une excentricité de 0,35 et une inclinaison de 5,4° par rapport à l'écliptique.

## Compléments